# Teresa Harder

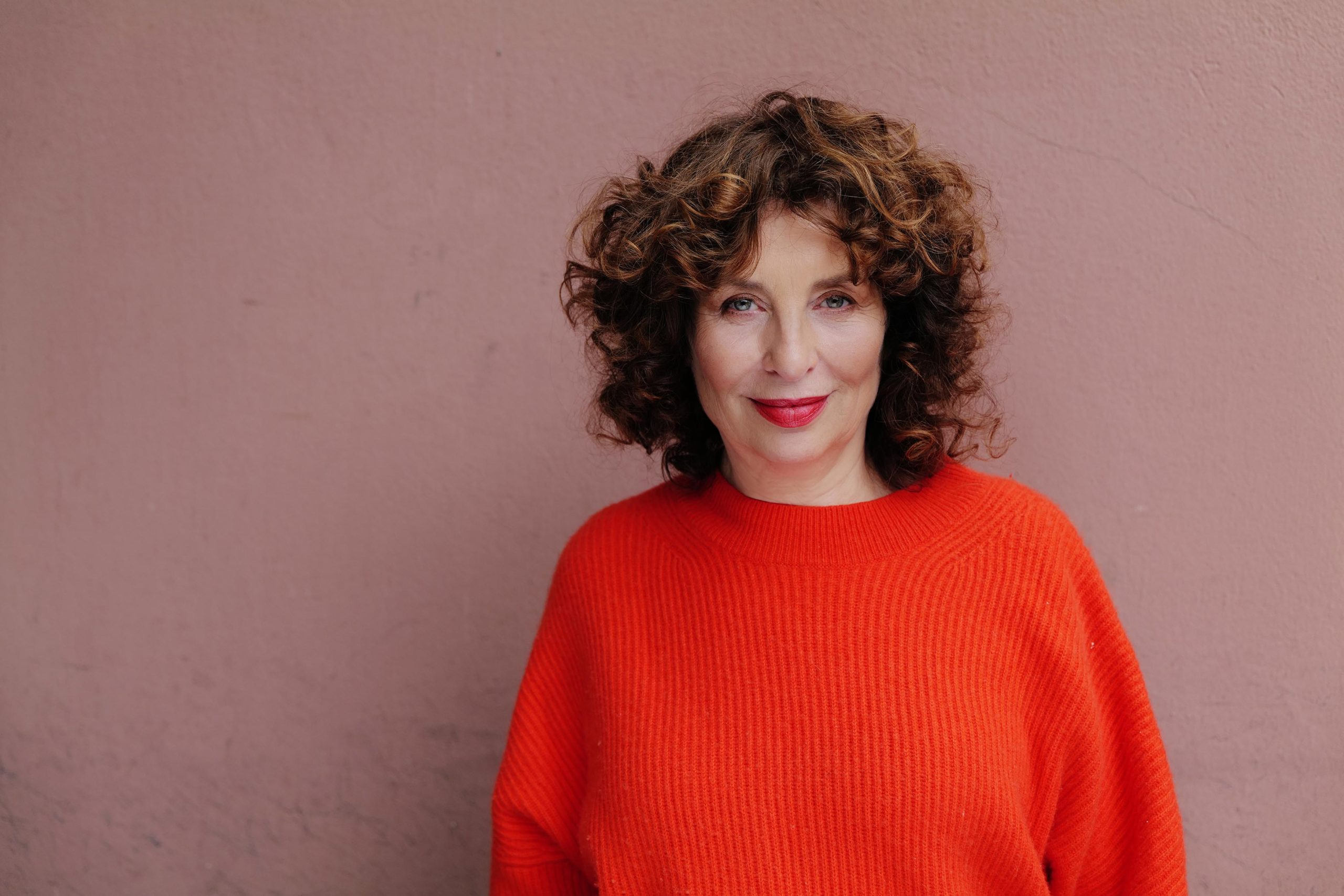
Teresa Harder

Teresa Harder (* 1963 in Überlingen, Baden-Württemberg) ist eine deutsche Schauspielerin.

## Leben
Teresa Harder stammt aus einer Musikerfamilie. Erste schauspielerische Versuche machte sie bereits im Kindergarten. Sie machte ihre Schauspielausbildung an der Hochschule der Künste in Berlin, die sie 1990 abschloss. Seminare und Workshops in Improvisation und Darstellung besuchte sie bei Corey Allen in New York und später auch bei Tilda Swinton. In New York arbeitete sie auch als Modell für Maler. Es folgten Theaterengagements an der Freien Volksbühne Berlin (1992–1995) und am Schauspielhaus Zürich (1992).
Seit 1995 arbeitet Teresa Harder fast ausschließlich für Film und Fernsehen. Einer ihrer wenigen späteren Theaterauftritte war 2004 in der Titelrolle von Maria Stuart in einer Inszenierung im Berliner Palast der Republik.
Ihre erste Filmrolle erhielt Teresa Harder 1987 von Wim Wenders, der sie in seinem Film Der Himmel über Berlin in der Rolle eines Engels besetzte. Weitere Kinorollen hatte Harder später u. a. in dem Kriminalthriller Der ewige Gärtner (2006), in dem Drama Die Welle (2008) und als Ida Jungmann in der Literaturverfilmung Die Buddenbrooks (2008) von Heinrich Breloer.
1990 engagierte sie der österreichische Regisseur Xaver Schwarzenberger für seinen Fernsehfilm Ein anderer Liebhaber, eine Verfilmung nach einem Roman von Georges Simenon. Harder wurde im deutschen Fernsehen häufig in Krimiserien, aber auch in anspruchsvollen Fernsehspielen und Produktionen mit zeitgeschichtlichen Hintergrund eingesetzt. Sie hat sich inzwischen als sensible und differenzierte Charakterdarstellerin einen Namen gemacht. 1999 spielte sie an der Seite von Matthias Habich und Dagmar Manzel in der ARD-Fernsehserie Klemperer – Ein Leben in Deutschland (1999) die Rolle der lebenslustigen, später an Heimweh zerbrechenden Agnes Dember. Ein intensives Gefühlsporträt zeichnete sie als Schwester Gabriela in dem Kloster-Drama Die Novizin (2002). Als geheimnisvolle Gegenspielerin von Iris Berben überzeugte Harder als Emilia Larson, Ehefrau eines Geschäftsmannes, in dem im damaligen Deutsch-Ostafrika spielenden historischen Kolonial-Drama Afrika, mon amour (2007).
Harder übernahm auch häufig Episodenrollen und auch Gastrollen in Fernsehserien. In den ersten drei Staffeln der ZDF-Krankenhausserie Bettys Diagnose (2015–2017) hatte sie eine durchgehende Seriennebenrolle als Wanda Dewald; sie war die Mutter der Titelheldin (Bettina Lamprecht). Im Januar 2017 war sie in der ZDF-Fernsehreihe Inga Lindström in dem Fernsehfilm Tanz mit mir in einer der Hauptrollen zu sehen; sie war Meret, die Besitzerin einer Tanzschule, und Mutter der weiblichen Hauptrolle Eva (Sina-Valeska Jung).
Für ihre schauspielerische Arbeit wurde Harder mehrfach ausgezeichnet. 1998 erhielt sie den Max-Ophüls-Preis für die Hauptrolle in dem Kurzfilm Fake. 2004 erhielt sie die Auszeichnung als „Beste Schauspielerin“ beim Internationalen Filmfest Barcelona für die Hauptrolle in dem Kurzfilm Meine Eltern von Neele Vollmar. 2005 wurde sie beim Guerilla Filmfest in Washington, D.C. ebenfalls als „Beste Schauspielerin“ für Meine Eltern geehrt.
Seit 2003 arbeitet Teresa Harder, die in Berlin lebt, auch als Schauspiel-Coach.

## Filmografie (Auswahl)
- 1987: Der Himmel über Berlin
- 1988: Mit fremden Augen[8]
- 1990: Ein anderer Liebhaber (Fernsehfilm)
- 1992: Eurocops (Fernsehserie, Folge Das Omega Programm)
- 1993: Justiz
- 1995: Faust (Fernsehserie, Folge Todesangst)
- 1996: Sylter Geschichten (Fernsehserie, Folge Vertrauen ist gut)
- 1996: Hallo, Onkel Doc! (Fernsehserie, Folge Freundschaft)
- 1997: Die Camper (Fernsehserie)
- 1997: Frauenarzt Dr. Markus Merthin (Fernsehserie, Folge Langfingers Baby)
- 1997: Ein Mord für Quandt (Fernsehserie, Folge Eiszeit)
- 1997: Dr. Sommerfeld – Neues vom Bülowbogen (Fernsehserie, Folge Alles Theater?)
- 1998: Vergewaltigt – Eine Frau schlägt zurück (Fernsehfilm)
- 1998: Kommissar Rex (Fernsehserie, Folge Rache)
- 1998: Der Clown (Fernsehserie, Folge Das Duell)
- 1999: Klemperer – Ein Leben in Deutschland (Fernsehmehrteiler)
- 1999: Polizeiruf 110: Mörderkind (Fernsehreihe)
- 2000: Geisterjäger John Sinclair (Fernsehserie, Folge Ich töte jeden Sinclair)
- 2000: Polizeiruf 110: Bis zur letzten Sekunde (Fernsehreihe)
- 2001: Tatort: Bestien (Fernsehreihe)
- 2002: Sinan Toprak ist der Unbestechliche (Fernsehserie, Folge Die Beherrschung)
- 2002: Die Novizin (Fernsehfilm)
- 2002: Große Mädchen weinen nicht
- 2003: Tatort: Hexentanz (Fernsehreihe)
- 2003: Pfarrer Braun – Der siebte Tempel (Fernsehreihe)
- 2004: Tatort: Der Frauenflüsterer (Fernsehreihe)
- 2004: En Garde
- 2005: Ein Hund, zwei Koffer und die ganz große Liebe
- 2005: Rosa Roth – Flucht nach vorn (Fernsehreihe)
- 2005: Der ewige Gärtner
- 2006: Der die Tollkirsche ausgräbt
- 2006: Willkommen in Lüsgraf (Fernsehfilm)
- 2006: Polizeiruf 110 – Schneewittchen (Fernsehreihe)
- 2007: Afrika, mon amour (Fernsehmehrteiler)
- 2008: Stubbe – Von Fall zu Fall: Dritte Liebe
- 2008: Notruf Hafenkante (Fernsehserie, Folge Ausnahmezustand)
- 2008: Die Welle
- 2008: Buddenbrooks
- 2009: Giulias Verschwinden
- 2009: Klick ins Herz (Fernsehfilm)
- 2009: Woran dein Herz hängt
- 2010: Doctor’s Diary (Fernsehserie, Folge Endlich! Ein Kind von Marc!)
- 2011: Emilie Richards – Sehnsucht nach Sandy Bay (Fernsehreihe)
- 2011: Die Dienstagsfrauen … auf dem Jakobsweg zur wahren Freundschaft (Fernsehfilm)
- 2011: Augen zu
- 2011: Einer wie Bruno
- 2012: Der letzte Bulle (Fernsehserie, Folge Die, die vergeben können)
- 2013: Tatort: Letzte Tage (Fernsehreihe)
- 2013: SOKO Stuttgart (Fernsehserie, Folge Die Schamanin)
- 2013: Morden im Norden (Fernsehserie, Folge Über Bord)
- 2013: Liebe am Fjord – Sog der Gezeiten (Fernsehreihe)
- 2014: Letzte Spur Berlin (Fernsehserie, Folge Staatsfeindin)
- 2014: Das Lächeln der Frauen (Fernsehfilm)
- 2015: Blütenträume (Fernsehfilm)
- 2015: Schuld nach Ferdinand von Schirach (Fernsehserie, Folge Die Illuminaten)
- 2015: Hannah Hellmann – Der Ruf der Berge (Fernsehreihe)
- 2015: Die Himmelsleiter – Sehnsucht nach Morgen (Fernsehfilm)
- 2015: Alki Alki
- 2015–2017: Bettys Diagnose (Fernsehserie, Serienrolle)
- 2016: Böser Wolf – Ein Taunuskrimi (Zweiteiler)
- 2016: Helen Dorn – Die falsche Zeugin (Fernsehreihe)
- 2017: Morden im Norden (Fernsehserie, Folge Angst)
- 2017: Arzt mit Nebenwirkung (Fernsehfilm)
- 2017: Inga Lindström – Tanz mit mir (Fernsehreihe)
- 2017: Ein starkes Team – Tod und Liebe (Fernsehreihe)
- 2017: Das Verschwinden
- 2017: Ich will (k)ein Kind von Dir (Fernsehfilm)
- 2018: Tatort: Die Musik stirbt zuletzt (Fernsehreihe)
- 2018: In aller Freundschaft – Die jungen Ärzte (Fernsehserie, Folge Geständnisse)
- 2018: SOKO Köln (Fernsehserie, Folge Tod des Feminismus)
- 2019: Dein Leben gehört mir
- 2019: Heldt (Fernsehserie, Folge Die Sagenjäger)
- 2019: Weil du mir gehörst
- 2019: Charlotte Link – Im Tal des Fuchses (Fernsehfilm)
- 2020: WaPo Bodensee (Fernsehserie, Folge Blackout)
- 2021: Die Chefin (Fernsehserie, Folge Abgehängt)
- 2021: Der Staatsanwalt (Fernsehserie, Folge Schlag auf Schlag)
- 2021: In aller Freundschaft – Die Krankenschwestern (Fernsehserie, Folge Entscheidungen)
- 2021: Gefährliche Wahrheit
- 2021: SOKO Potsdam (Fernsehserie, Folge Odas Geheimnis)
- 2021–2024: Rentnercops (Fernsehserie, Seriennebenrolle)
- 2022: In aller Freundschaft (Fernsehserie, Folge Gemeinsam geht's besser)
- 2022: Freundschaft auf den zweiten Blick (Fernsehfilm)
- 2022: Lieber Kurt
- 2022: Süßer Rausch (2-teiliger Fernsehfilm)
- 2022: Kolleginnen: Für immer (Fernsehreihe)
- 2023: Löwenzahn:  Kranich – Der tanzende Glücksvogel
- 2024: Tödliche Schatten
- 2025: Ein Sommer in Italien (Fernsehreihe)